# ГЕС Ваїпапа
ГЕС Ваїпапа — гідроелектростанція на Північному острові Нової Зеландії. Знаходячись між ГЕС Мараетаі (вище за течією) та ГЕС Арапуні, входить до складу каскаду на річці Ваїкато, яка тече з центрального Вулканічного плато Північного острова у північно-західному напрямку та впадає до Тасманового моря за чотири десятки кілометрів від Окленда.
У межах проєкту річку перекрили комбінованою греблею висотою до 37 метрів: у центральній частині долини на острівку знаходиться насипна споруда довжиною близько 0,15 км, а обабіч від неї дві протоки перекривають бетонні секції — ліворуч водопропускний шлюз, а праворуч машинний зал. Гребля утримує резервуар з площею поверхні 1,6 км2 та об'ємом 16 млн м3, у якому припустиме коливання рівня поверхні між позначками 125,1 та 128,9 метра НРМ.
Машинний зал обладнали трьома турбінами типу Каплан потужністю по 17 МВт, які при напорі у 16 метрів забезпечують виробництво 242 млн кВт·год електроенергії на рік.